# Тодор Нейков (офицер)
Тодор Костов Нейков е български офицер, генерал-майор от пехотата, офицер от Балканската (1912 – 1913) и Междусъюзническата война (1913), командир на 33-ти пехотен свищовски полк през Първата световна война (1915 – 1918).

## Биография
Тодор Нейков е роден на 19 август 1868 г. в Чирпан, Османска империя. Постъпва във Военното на Негово Княжеско Височество училище и завършва през 1889 г., като на 18 май е произведен в чин подпоручик. На 2 август 1892 г. е произведен в чин поручик. Служи в 9-и пехотен пловдивиски полк и във Военното училище. През 1899 е произведен в чин капитан. През 1903 г. като капитан от Военното училище е командирован за обучение във Военнопедагогическите курсове в Санкт Петербург, които завършва през 1904 година. Като капитан командва 8-а рота от 21-ви пехотен средногорски полк. На 14 април 1910 г. в чин майор.
Служи в 22-ри пехотен тракийски полк и като началник на 4-то полково военно окръжие.
Взема участие в Балканската (1912 – 1913) и Междусъюзническата война (1913), след което на 1 април 1914 г. е произведен в чин подполковник.
По време на Първата световна война (1915 – 1918) подполковник Тодор Нейков е част и командир (от 1917) на 33-ти пехотен свищовски полк, това е единственият български полк, който никога не е губил сражение. Разположен на фронта в Македония, а през 1915г. и в Поморавието и на Косово поле. В рамките на един боен ден на 14.10.1916г. от рано сутринта до късно вечерта в участъка Кенали-Меджитли 33-ти пехотен Свищовски полк разгромява 34-ти и 44-ти френски пехотен полк и 4-ти руски специален полк, като противникът който е атакувал с превъзхождащи войски дал над 2000 убити и ранени войници и 4 офицери. На 15.10.1916г. атаката се повтаря като отново е отразена с големи загуби за противника. По това време полкът е в състава на 1-ва бригада от 6-та Бдинска дивизия. Тодор Нейков е един от хората с най-голяма заслуга за победата на България при Дойран 18-19.09.1918, за която служба „за отличия и заслуги през втория и третия период на войната“ съгласно заповед № 355 от 1921 г. по Министерството на войната е награден с Военен орден „За храброст“, III степан, 2 клас и съгласно заповед № 464 от същата година по Министерството на войната е награден с Военен орден „За храброст“, III степан, 1 клас. 
След войната е назначен за началник на 2-ра пехотна тракийска дивизия, на 1 декември 1920 г. е произведен в чин генерал-майор и на 4 декември същата година е уволнен от служба.

## Семейство
Тодор Нейков е женен с 3 деца.

## Военни звания
- Подпоручик (18 май 1889)
- Поручик (2 август 1892)
- Капитан (1899)
- Майор (14 април 1910)
- Подполковник (1 април 1914)
- Полковник (16 март 1917)
- Генерал-майор (1 декември 1920)

## Образование
- Военно на Негово Княжеско Височество училище (до 1889)
- Военнопедагогически курсове в Санкт Петербург, Руска империя (1903 – 1904)